# Ala I Hispanorum Asturum
El Ala I Hispanorum Asturum fue una unidad auxiliar del ejército imperial romano del tipo ala quinquagenaria.

## Historia
Fue reclutada en el siglo I entre el pueblo recién conquistado de los astures. Posiblemente fue trasladada a Britania durante el reinado de Domiciano, aunque la primera referencia segura es del año 98 durante el reinado de Trajano. 
Tenía su cuartel en Condercum, la actual Benwell, desde posiblemente el año 175 y con seguridad desde el año 205 hasta el final de la ocupación romana de Britania como parte de la guarnición del muro de Adriano. Aparece mencionada como parte del ejército de Britania los años 122, 124, 126, 158, 175, 200, 205 y 400.
La tumba de un jinete de esta unidad, llamado Víctor de 20 años y originario de Mauritania, se ha encontrado en Arbeia (South Shields), en Escocia.
Bajo Gordiano III, en 238,fue dirigida por el praefectus alae Agripa, quien dedicó un altar a lasmatres en Condercum (Benwell).